# Clark Kent (Smallville)
Clark Kent est un personnage fictif de la série télévisée Smallville, interprété par Tom Welling.
Le personnage de Clark Kent, d'abord créé pour les comic books par Jerry Siegel et Joe Shuster en 1938 en tant qu'identité secrète de Superman, a été adapté à la télévision en 2001 par Alfred Gough et Miles Millar. C'est la quatrième fois que le personnage est adapté dans une série télévisée. Clark Kent est joué en permanence par Tom Welling, avec divers autres acteurs interprétant Clark enfant. Le personnage de la série télévisée Smallville est aussi apparu dans dix-huit romans pour jeunes adultes, dont aucun ne constitue directement une suite aux épisodes télévisés. 
Dans la série, Clark Kent tente de vivre la vie d'un être humain normal et lutte pour garder le secret de ses origines extraterrestres à ses amis. Il a une relation variable avec Lana Lang durant les sept premières saisons, en raison de son manque d'honnêteté à propos de son secret. Contrairement aux précédentes incarnations du personnage, ce Clark Kent est d'abord le meilleur ami de Lex Luthor, qu'il rencontre après lui avoir sauvé la vie, avant que leur amitié ne se transforme en haine. Dans Smallville, les pouvoirs de Clark apparaissent au fil du temps. Il n'est pas au courant de tous ses pouvoirs au début de la série. Par exemple, sa vision thermique et son super souffle ne se développent que lors de la deuxième et la sixième saison.
Lors de l'élaboration de la version de Clark Kent de Smallville, les producteurs ont décidé de montrer que Clark Kent n'est pas infaillible, pour permettre au public de voir son humanité. Dans la série, il a même été considéré par les critiques comme une représentation symbolique de Jésus Christ. Tom Welling a été nommé pour plusieurs Teen Choice Awards et Saturn Awards pour son rôle de Clark Kent depuis la première saison de la série.

## Biographie fictive
Clark Kent apparaît d'abord dans l'épisode pilote de Smallville comme un adolescent avec des pouvoirs surhumains, dont il se sert pour aider les autres en danger. Clark est adopté enfant par Jonathan et Martha Kent (John Schneider et Annette O'Toole) quand il s'écrase sur Terre le jour de la pluie de météorites à Smallville en 1989. Douze ans plus tard, en essayant de trouver sa place dans la vie après avoir appris par son père adoptif qu'il est un extraterrestre, Clark sauve la vie du milliardaire Lex Luthor (Michael Rosenbaum) et deviennent rapidement amis. Au cours de la première saison, Clark lutte pour garder secret l'existence de ses pouvoirs à ses proches et a peur de s'ouvrir à Lana Lang (Kristin Kreuk), de peur qu'elle ne l'accepte pas si elle apprend la vérité sur lui. Dans l'épisode Rosetta de la deuxième saison, Clark apprend de son héritage kryptonien, y compris sa langue maternelle, son nom de naissance « Kal-El » et que son père biologique Jor-El (Terence Stamp) attend de lui qu'il gouverne le monde. La crainte qu'il ne sera pas capable de contrôler son propre destin pousse Clark à s'enfuir à Metropolis dans l'épisode final de la deuxième saison, laissant Lana, avec qui il avait à peine commencé à développer une relation romantique, seule. Dans le premier épisode de la troisième saison, trois mois plus tard, Clark est ramené par son père, qui fait un marché pour laisser Jor-El prendre Clark le moment venu. Ce moment arrive dans l'épisode final de la troisième saison, quand une jeune fille nommée « Kara », arrive à la ferme des Kent et prétend être de Krypton. Après que Kara a prédit que les amis de Clark finiront tous par partir ou le trahir, Clark décide qu'il sera mieux pour tout le monde qu'il quitte Smallville. Lorsque Jonathan tente d'intervenir, Jor-El menace de tuer Jonathan si Clark ne part pas ; Clark accepte alors pour sauver la vie de Jonathan.
Clark revient à Smallville dans le premier épisode de la quatrième saison, « reprogrammé » par Jor-El pour chercher les trois pierres de la connaissance afin qu'il puisse accomplir sa destinée. Clark reprogrammé rencontre Lois Lane (Erica Durance) qui enquête sur la mort supposée de sa cousine, la meilleure amie de Clark, Chloe Sullivan (Allison Mack). Clark, avec l'aide de Martha, reprend le contrôle sur son corps et refuse de rechercher les pierres. Dans le dernier épisode de la quatrième saison, un être maléfique fait son apparition après que Clark a défié les instructions de Jor-El concernant les trois pierres de connaissances. Lorsqu'une nouvelle pluie de météorites frappe Smallville, Clark trouve les pierres restantes et est transporté dans l'Arctique, où les trois pierres créent la Forteresse de la Solitude. Dans le premier épisode de la cinquième saison, Clark interrompt sa formation et retourne à Smallville, mais quand il ne parvient pas à retourner à la forteresse avant que le soleil se couche, il est dépouillé de ses pouvoirs. Dans l'épisode Hidden de la cinquième saison, Clark commence une relation honnête avec Lana, mais il est tué en essayant de sauver la ville d'un résident qui souhaite tuer tous les Krypto-monstres. Jor-El ressuscite son fils mais l'avertit que quelqu'un qu'il aime finira par prendre sa place. Clark s'inquiète de savoir qui va être sacrifié et dans l'épisode Reckoning, Lana est tuée mais Clark retourne dans le temps pour la sauver. Cela se traduit par le sacrifice de Jonathan qui meurt d'une crise cardiaque.
Dans l'épisode final de la cinquième saison, Clark se bat contre Brainiac (James Marsters), une intelligence artificielle Kryptonienne ayant l’apparence d'un homme, ayant pour objectif de libérer le criminel Kryptonien Zod de la Zone Fantôme. Clark échoue, et Zod emprisonne Clark dans la Zone Fantôme, et part alors à la conquête de la Terre. Dans le premier épisode de la sixième saison, Clark s'échappe de la Zone Fantôme, en libérant par inadvertance plusieurs prisonniers, et revient à Smallville pour vaincre Zod. Les évadés de la Zone Fantôme deviennent l'objectif principal de Clark dans la sixième saison, ainsi que la relation entre Lana et Lex, qui finit par se transformer en mariage dans l’épisode Promise de la sixième saison. L'épisode final de la sixième saison révèle que le dernier des criminels de la Zone Fantôme est une expérience génétique créé par des scientifiques Kryptoniens. L'évadé attaque Clark, clone son ADN, et devient son sosie. Clark, avec l'aide de John Jones (Phil Morris), le vainc dans le premier épisode de la septième saison. Dans la septième saison, Clark découvre qu'une société secrète connue sous le nom de « Veritas » était au courant de son arrivée à Smallville pendant la première pluie de météorites et qu'ils connaissaient un moyen de le contrôler. Dans l'épisode final de la septième saison, Clark est confronté à Lex, qui a découvert son secret, à la forteresse de solitude. Lex détruit la forteresse tandis que lui et Clark sont toujours à l’intérieur.
Dans le premier épisode de la huitième saison, il est révélé que l'orbe ne permet pas de contrôler Clark mais de lui retirer ses pouvoirs. Clark est finalement repéré et secouru par Oliver Queen (Justin Hartley) et John Jones de gangsters russes. John Jones emmène Clark jusqu'au soleil et restaure ainsi les pouvoirs de Clark. À la fin de l'épisode, Clark prend un emploi au Daily Planet, assis en face de Lois. Au cours de cette huitième saison, Clark utilise son nouvel emploi au Daily Planet pour accéder à l'information et enrayer la criminalité dans la ville. Dans l'épisode Identity, Jimmy Olsen (Aaron Ashmore) prend une photo de Clark dans laquelle il se déplace si vite qu'on ne peut que voir une zone floue rouge et bleue ; Clark adopte alors le surnom du « Flou » dans les épisodes suivants. Dans la deuxième moitié de la huitième saison, Clark lutte avec l'idée de devoir tuer Davis Bloome (Sam Witwer), qui se révèle être Doomsday dans l'épisode Bloodline, une créature génétiquement modifiée créé par le Général Zod pour tuer Clark et détruire la Terre. Avec Oliver Queen et la ligue des Justiciers faisant pression sur lui pour tuer Davis / Doomsday dans l'épisode final de huitième saison, Clark décide finalement de séparer la personnalité de Davis de la créature, et d'enterrer Doomsday. Lorsque Davis tue ensuite Jimmy, Clark dit à Chloé que les émotions humaines qu'il a appris lui ont causé le plus de problèmes, entrainant la mort de Jimmy, et promet que « Clark Kent est mort ».
Au début de la neuvième saison, il est révélé que Clark a commencé sa formation avec Jor-El et alors qu'il sauve les gens de Metropolis, il porte son blason familial sur sa poitrine pour lui rappeler ce qu'est son destin. Après avoir découvert qu'il existe sur Terre d'autres Kryptoniens, sans pouvoirs et conduits par Zod (Callum Blue), Clark décide d'essayer de les aider à s'adapter à la vie en tant qu'êtres humains. Quand Clark utilise son propre sang pour faire revenir Zod à la vie, après que ce dernier ait été abattu, Zod retrouve ses pouvoirs Kryptoniens. Zod fournit alors aux Kryptoniens leurs pouvoirs et leur propose de détruire le monde afin qu'ils puissent en faire un nouveau Krypton. Dans cette saison, Lois et Clark commencent officiellement une relation amoureuse, tandis que Lois commence également à aider le « Flou » dans ses actions héroïques. Lois est ébranlée quand elle pense que Clark est jaloux de sa relation avec le « Flou ». Finalement, Lois découvre la véritable identité de Clark dans l'épisode final de la neuvième saison, avant que Clark ne convainque les Kryptoniens de quitter la Terre pour une nouvelle planète inhabitée. Clark sacrifie ensuite sa propre vie pour envoyer Zod les rejoindre, lui faisant quitter la Terre.
La dixième saison commence par Clark coincé dans l'au-delà, où Jor-El lui apprend qu'une force obscure arrive sur Terre. Clark est ensuite, sans le savoir, ressuscité par Lois. Jor-El annonce également à Clark dans la forteresse qu'il n'est pas prêt d'être le sauveur de la Terre. Dans l'épisode Homecoming, Clark reçoit la visite de Brainiac 5, qui montre à Clark comment son passé a influencé son présent et va un jour déterminer son futur ; il montre à Clark ce dont il sera capable en tant que Superman. dans l'épisode Luthor, Clark utilise par erreur la boite à miroir ou il s'est accidentellement envoyé dans un monde parallèle ou un double de lui est élevé par Lionel Luthor et devient le tyran meurtrier Ultraman. Pendant qu'il se trouve là, Ultraman, son homologue du mal est dans le monde, en essayant de faire de ce monde le sien. Clark réussit à l'échec de Lionel et utilise la boite kryptonienne afin de renvoyer Ultraman à la terre II et retourne dans son monde. il reviendra dans l'épisode 17 ou il renvoie Clark Kent à la terre II ensuite Clark Kent est ramené à son univers par Lois et Emil et trouve Clark Luthor et il l'emmène à la forteresse, le convainquant de trouver la rédemption dans son monde et demande à Jor-El de l'emmèner à sa forteresse de la terre II. Dans l'épisode Isis, Clark révèle son secret à Lois, qui lui explique qu'elle savait déjà, et plus tard, il la demande en mariage dans l'épisode Icarus. Dans l'épisode Masquerade, Clark se rend compte que pour devenir le héros dont le monde à besoin, il devra sortir de l'ombre et rentrer dans la lumière. En conséquence, Clark décide de porter des lunettes et de changer ses manières pour être plus doux, afin que le Flou n'ait plus à cacher son visage au monde. Dans l'épisode final de la série, la planète Apokolips gouvernée par Darkseid arrive vers la Terre pour détruire l'humanité. Après s'être rendu compte que toute sa vie a été une suite d'épreuves de Jor-El, Clark accepte sa véritable destinée et gagne la capacité de voler. Après avoir vaincu Darkseid, il reçoit le costume fait par Martha pour lui et sauve la Terre en repoussant Apokolips loin dans l'espace. Sept ans plus tard, Clark travaille comme journaliste au Daily Planet tout en étant Superman.

## Arrowverse

### Crisis on Infinite Earths
En 2019, il reçoit la visite de Clark Kent et Lois Lane de Terre-38 et Iris West-Allen de Terre-1 venu le recruter et le prévenir que Lex Luthor de Terre-38 veut le tuer. Clark se moque de la situation et voit les trois voyageurs disparaître. 
Lex Luthor de Terre-38 veut le tuer mais Clark révèle qu'il n'a plus de pouvoir, Luthor comprend qu'il a fondé une famille quand il écrase malencontreusement un jouet. Il tente de frapper Clark mais celui-ci le repousse. Lex quitte la Terre se rendant compte que ce Clark ne vaut pas la peine d'être tuer. Lois vient vers Clark car leurs filles veulent lui montrer quelque chose. Clark explique la situation du multivers mais Lois croit a une blague. Le couple repart voir leurs filles. 
Tout au long de la série, Clark obtient et s'adapte à ses nouveaux pouvoirs. Dans la seconde saison, il obtient la vision à rayons X, la vision thermique dans la deuxième saison, et une super ouïe dans la troisième saison. Clark vole officieusement dans le premier épisode de la quatrième saison, quand il a été reprogrammé par son père biologique jusqu'à ce qu'il retrouve la mémoire et oublie comment voler. Il faut ensuite attendre la sixième saison pour que Clark obtienne un nouveau pouvoir, le super-souffle. Clark apprend également de nouvelles vulnérabilités tout au long de la série. Dans la première saison, il s'agit des fragments de météorites vertes, la Kryptonite, qui l'affaiblissent et peuvent potentiellement le tuer. Diverses autres formes de Kryptonite sont apparues, chacune avec un effet différent. La Kryptonite rouge retire les inhibitions de Clark, la Kryptonite noire sépare sa personnalité Kryptonienne de son humanité en deux formes physiques distinctes, la Kryptonite argentée le rend paranoïaque au point qu'il croit que tout le monde veut exploiter son secret, la Kryptonite bleue le dépouille complètement de tous ses pouvoirs aussi longtemps qu'il reste en contact avec elle et la kryptonite dorée qui peut lui retirer ses pouvoirs définitivement. Différentes saisons ont également montré que Clark est vulnérable au soleil rouge, à l'hypnose, aux kryptoniens (Doosmday), etc., au super-cri sonique (Black Canary, Silver Banshee), à la hache atomique (persuadeur) aux armes exotiques et à la magie. Clark et aussi immunisé contre des pouvoirs pu est vulnérable (Ex: il est immunisé contre le pouvoir de Désirée (2x02) mais est vulnérable au pouvoir de Earl Jenkins (1x08),.

## Représentation
En octobre 2000, les producteurs Al Gough et Miles Millar ont commencé leurs recherches des trois rôles principaux grâce à des directeurs de casting présents dans dix villes différentes. Après des mois de recherches, Tom Welling a obtenu le rôle de Clark Kent. Jensen Ackles, qui joue Jason Teague dans la quatrième saison, était le finaliste pour le rôle de Clark Kent dans l'épisode pilote. Trois acteurs ont également joué le rôle de Clark enfant. Malkolm Alburquenque a joué Clark âgé de trois ans dans l'épisode pilote ainsi que dans l'épisode Lineage de la deuxième saison. Brandon Fonseca reprend le rôle de Clark enfant dans l'épisode Vengeance de la cinquième saison et Jackson Warris dans l’épisode Abyss de la huitième saison. Dans une réalité alternative, comme illustrée dans l'épisode Apocalypse de la septième saison, le rôle de Clark adolescent est interprété par Brett Dier.

## Développement du personnage

### Progression
Au début de la série, Clark est en train d'apprendre comment gérer sa vie, en apprenant à contrôler ses pouvoirs et de trouver la meilleure solution pour tout le monde. Sa principale priorité dans la première saison est de s'adapter à ses amis à l'école et d'être un gars ordinaire. Le plus gros problème de Clark dans la première saison est qu'il ne peut partager son secret avec personne. Selon Tom Welling « Il est chargé d'une grande responsabilité. Il n'a pas été en mesure de choisir si oui ou non il a ces capacités. Toute cette responsabilité vient d'arriver sur lui et il doit y faire face. Il y a des moments où il rentre chez lui et se demande « Pourquoi moi ? ». Il voudrait que tout cela puisse s'en aller et être juste normal. Cela fait partie du dilemme du personnage qui le rend intéressant à jouer. » Tom Welling constate que la série n'est pas au sujet de Clark en tant que sauveur, mais plus sur la façon d'utiliser ses pouvoirs pour aider d'autres personnes et comment s'éloigner des autres. Pour cette raison, Tom Welling pense que Clark a décidé de quitter Smallville et de rejoindre Jor-El à la fin de la troisième saison pour sauver plus de monde sur le long terme. 
Un moment important dans l'histoire du personnage est lorsque Clark décide de jouer au football dans la quatrième saison, entrainant un conflit entre lui et son père durant la moitié de la saison. Le scénariste Darren Swimmer fait référence à l’épisode Hothead de la première saison. Pour lui, quand Clark défie Jonathan et rejoint l'équipe malgré sa désapprobation, cela marque le moment où Jonathan fait enfin confiance à Clark sur le fait qu'il ne blessera personne. Le scénariste Todd Slavkin considère que Clark émerge enfin de l'ombre de son père. Deux autres moments importants se déroulent durant la cinquième saison. Tout d'abord, Clark perd ses pouvoirs lorsqu'il ne retourne pas terminer sa formation avec Jor-El, le rendant humain et vulnérable. Selon Tom Welling, « Clark a appris un peu plus sur ce que c'est que d'être humain, physiquement. Émotionnellement, il était déjà assez proche pour comprendre. Cela a ajouté plus de poids à ses pouvoirs une fois qu'il les a retrouvé et cela lui a fait réaliser les responsabilités qu'il a. ». Le deuxième moment important est lors du 100e épisode de la série, avec la mort du père de Clark. La décision de tuer Jonathan dans la cinquième saison a été prise afin que Clark puisse enfin accomplir sa destinée. Comme Gough l'explique, la cinquième saison était centrée sur Clark devenant un homme et acceptant sa destinée. Pour ce faire, son mentor devait mourir afin que personne ne lui fasse office de « tampon » ou d'« écran de protection » face au monde plus longtemps. Tom Welling a vu le 100e épisode de la série comme une chance pour son personnage d'évoluer et de grandir. Selon John Schneider, la mort de Jonathan pousse Clark à faire la transition vers sa destinée finale. Jonathan est un exemple de sacrifice qu'il laisse un vide dans la vie de Clark. Pour combler ce vide, Clark devra devenir Superman.
Le scénariste Holly Harold note que l'introduction du personnage de l'Archer Vert (Justin Hartley) permet à Clark de plus mûrir dans la sixième saison. Clark a été en mesure de voir comment d'autres peuvent atteindre le même but que lui, mais avec des moyens différents et en allant parfois à l'encontre de la morale. Cela apprend à Clark à penser à des choses du point de vue de ses adversaires. Finalement, la sixième saison est celle où Clark apprend son côté humain qui lui permettra de devenir le héros qu'il doit être. Le scénariste Turi Meyer le qualifie alors comme étant « sur le point de devenir l'homme d'acier ». Chaque saison, Clark a un aperçu de la façon dont il ne doit pas utiliser ses pouvoirs, grâce aux Krypto-monstres auxquels il doit faire face et qui utilisent leurs pouvoirs pour faire le mal. Dans les saisons ultérieures, Clark remarque que ceux qui utilisent leurs pouvoirs pour faire le bien ont des moyens discutables d'y parvenir, notamment Arthur Curry (Alan Ritchson) et Andrea Rojas (Denise Quiñones). Ces épisodes rappellent l'effet que les parents de Clark ont eu sur la façon dont il utilise ses pouvoirs. Clark apprend aussi qu'il ne peut pas tout faire tout seul, même s'il choisit de ne pas rejoindre l'équipe de super-héros d'Oliver à la fin de l'épisode Justice. Pour Meyer, la sixième saison montre que Clark a encore du mal à accepter son destin, ce qu'il doit faire à 100 %, mais il en prend le chemin jusqu'au jour où il deviendra Superman.

### Caractérisation
L'idée de Gough et Millar pour la version de Clark Kent dans la série était de mettre à nu Superman et de montrer les raisons pour lesquelles Clark est devenu Superman. Dans Smallville, Clark n’est pas considéré comme infaillible, ne faisant pas toujours le bon choix. Comme Gough l'explique : « La seule chose que nous avons essayé de présenter […] est que Clark ne prend pas toujours les bonnes décisions, et en ne prenant pas les bonnes décisions, il en subit lui-même les conséquences. Qu'il s'agisse de fuir Jor-El à la fin de la deuxième saison, ou de choisir l'humanité lors d'une sorte de mission Kryptonienne, ses décisions lui apportent plus d'ennuis et causent plus de souffrance à son entourage, ou dans le cas de Jonathan Kent, la mort. » Tom Welling est d'accord avec Gough concernant la faillibilité de Clark, déclarant que ses erreurs montrent son humanité.
Même si Clark peut faire les mauvais choix, l'épisode Aquaman de la cinquième saison permet d'illustrer le fait que Clark est bon de nature. L'épisode montre combien il peut être protecteur avec une personne, même si cette personne l'énerve. Dans l’épisode, il tentait d'avertir Lois que Arthur Curry peut ne pas être l'homme qu'elle pense. L'idée que Clark est bon de nature est reprise par Julia Waterhous du Seattle Times qui note que Clark, malgré tous ses défauts, fait toujours passer les autres avant lui. Les autres acteurs de la série ont également leur propre image du personnage. Kristin Kreuk voit Clark comme une « âme sœur » qui est triste, solitaire, mais aussi attachante, tandis que John Schneider classe Clark comme un « enfant qui a des besoins particuliers ».

### Relations
Clark affiche une relation en constante évolution avec les autres personnages de la série. La relation entre Clark et Lex Luthor est symbolique, les deux personnages partagent une relation de type yin et yang. Dans l'épisode pilote, Clark sauve d'abord Lex de la noyade lors d'un accident de voiture et à la fin de l'épisode, Lex sauve Clark quand il est attaché dans un champ de maïs et immobilisé par la kryptonite. Sa relation avec Lex est testée par son manque d'honnêteté, tout comme avec Lana lors des six premières saisons, mais la même chose peut être dite pour la malhonnêteté de Lex avec Clark. Les deux personnages veulent être complètement honnêtes avec l’autre mais ils savent qu'ils ne peuvent pas ce qui entrave leur amitié.
Clark est principalement amoureux de Lana du début de la saison 1 jusqu'à la huitième saison et plus, mais entre-temps, Chloé tombe amoureuse de Clark pendant un petit moment dans la première saison, elle lui avait fait sa déclaration d'amour pendant que Clark était dans le coma mais il répondit qu'un seul mot : Lana. Il sortira aussi brièvement avec Kyla dans la deuxième saison et aussi avec Alicia Baker au cours de la troisième et quatrième saison puis dans la cinquième, il sortira avec Simone très peu de temps puisque celle-ci a été engagée par Lex Luthor afin que la relation de Clark et Lana s'arrête. Clark et Lana sont de nouveau ensemble dans la saison 7 mais à la fin de celle-ci, Lana décide de quitter Smallville. Dans la huitième saison, Clark se rapproche de Lois mais au moment du baiser lors de l'épisode Noces de sang (Bride), Lana intervient. Clark et Lana sont une nouvelle fois ensemble mais celle-ci partira de nouveau à cause de la kryptonite verte qui sommeille dans la peau Prométhéeue que Lana a absorbé, à cause du plan de Lex pour séparer Lana et Clark. Dans la neuvième saison, Clark sort enfin avec Lois mais ils se séparent à la fin de la saison. ils se remettent ensemble à la fin du 4e épisode de la dixième saison. Dans la dixième et ultime saison, Clark décide de révéler son secret et son origine à Lois, puis demande la main à celle-ci, qui accepte. 
Sa relation avec Lana Lang est l'une des relations centrales de Smallville. Quand Clark et Lana se rencontrent dans le cimetière, Clark se rend compte qu'il a trouvé quelqu'un qui le comprend et à qui il peut parler. Bien que Clark se sente proche de Lana, sa peur qu'elle le chasse de sa vie si elle apprend son secret — qu'il est venu dans la pluie de météorites qui a tué ses parents — est assez forte pour l'empêcher d'être aussi proche qu'il pourrait l'être. Le manque d'honnêteté provoque alors des problèmes entre eux. Bien que tout les sépare, ils arrivent à surmonter leurs doutes et les épreuves grâce à leur amour pour être ensemble.  
Avec le départ de Whitney, le petit ami de Lana, l'occasion se présentait pour Clark d'entrer en jeu mais Tom Welling a déclaré que les producteurs ont continué à garder des distances entre Clark et Lana dans la deuxième saison par peur que la série échoue une fois qu'ils seraient ensemble. Après avoir été brièvement en couple au début de la cinquième saison, Clark a eu des difficultés à faire face à la perte de Lana au profit de Lex vers la fin de la cinquième saison. Tom Welling admet que Clark a appris à laisser Lana faire ses propres choix mais le problème avec sa relation avec Lex est que Lex est un individu dangereux et met la sécurité de Lana en danger. En dehors de cela, Clark a appris à marcher sur la route solitaire d'un héros. Son incapacité à faire face à la relation entre Lana et Lex se retrouve dans la sixième saison. Cette saison était, à l'époque, celle où les auteurs ont mis Clark à travers une « essoreuse émotionnelle » en faisant accepter à Lana la proposition de mariage de Lex. Pour l'écrivain Kelly Souders, cela montre à Clark sa pire crainte : la femme qu'il aime se mariant avec son pire ennemi.
En dehors de Lana, Clark a aussi une relation croissante avec Lois. Lors de la cinquième saison, la glace se brise entre les deux personnages. Ils sont en désaccord permanent. Le producteur exécutif Darren Swimmer croit que le public peut enfin commencer à voir une attraction croissante entre les deux et qu'ils seront toujours là l'un pour l'autre. Erica Durance estime que Lois dans la cinquième saison, en raison de ses barrières qu'elle s'est mises, aurait rit à l'idée d'avoir un intérêt romantique pour Clark, même si cela est vrai. Dans la sixième saison, Erica Durance est d'avis que, à ce stade de la série, Clark et Lois sont satisfaits d'une étiquette « amitié frère-sœur », plutôt que d'essayer de découvrir ce que chacun ressent réellement pour l'autre. Cela étant dit, dans la huitième saison, Erica Durance note que Lois commence enfin à accepter l'idée qu'elle peut être amoureuse de Clark plus qu'elle ne l'a jamais été avec personne d'autre dans sa vie.

### Costume
Durant une grande partie de la série, Clark ne porte pas de costume quand il combat le crime. Dans les huit premières saisons, Clark est généralement vêtu de rouge, jaune et bleu, les couleurs traditionnelles du costume de Superman. Ceci inclut l'utilisation principale d'un t-shirt bleu sous une veste rouge ou d'un t-shirt rouge sous une veste bleue. Dans la neuvième saison, les producteurs ont décidé de concevoir un costume réel pour Clark, qu'il porterait lors de patrouilles dans les rues de Metropolis. Abandonnant le thème du rouge, bleu et jaune, les producteurs ont décidé de garder un costume entièrement noir, avec le « S » de Superman sur le torse. Au lieu d'une cape, la veste rouge de Clark est remplacée par un trench-coat noir faisant office de cape. Le costume de Clark dans la neuvième saison a attiré une comparaison défavorable au personnage de Néo de la franchise Matrix, en raison de la combinaison de couleurs et de l'utilisation d'un trench-coat. Il a également été comparé à l'habit noir que Superman portait après avoir été ressuscité, après sa mort des mains de Doomsday,
Dans le premier épisode de la dixième saison, le public a un premier aperçu du costume traditionnel de Superman, laissé pour Clark par Martha dans le dernier épisode de la neuvième saison. Bien que le costume ait été brièvement vu à travers un reflet dans les yeux de Clark dans le dernier épisode de la neuvième saison, le costume montré dans la dixième saison a une conception différente. Les producteurs, travaillant aux côtés de Warner Bros et DC Comics, ont réussi à se procurer le costume porté par Brandon Routh dans Superman Returns. L'équipe a choisi le costume de Brandon Routh plutôt que celui de Christopher Reeve des années 1980. DC Comics a offert le costume porté par Christopher Reeve, mais Peterson a expliqué qu'il « ne va simplement pas tout à fait avec notre monde. ». Le costume joue un rôle plus important dans la dernière saison. Dans un même temps, Clark porte un nouveau costume dans l'épisode Shield de la dixième saison. Clark a remplacé le trench-coat noir par une veste en cuir rouge et le « S » sur son torse est maintenant en relief sur la veste. À la fin du dernier épisode de la dixième saison (l'épisode final de la série), Jor-El fait apparaître le costume dans la Forteresse de Solitude, et un songe de Jonathan Kent le remet à Clark qui l'enfile et devient ainsi aux yeux du monde le Superman qu'on connait.

## Réception
En 2002, Tom Welling a été nommé pour son premier Saturn Award du meilleur acteur dans une série télévisée, pour son rôle de Clark Kent dans Smallville. À la suite de cette nomination, Tom Welling a été nommé durant quatre années consécutives, de 2003 à 2006, pour le Saturn Award du meilleur acteur dans une série télévisée,,,. La même année, Tom Welling a remporté le Teen Choice Award de la révélation masculine de l'année dans une série télévisée pour son rôle de Clark Kent dans la première saison de Smallville. Bien qu'il n'ait pas remporté de Teen Choice Award depuis, il a été nommé pour le meilleur acteur à la télévision durant les quatre années consécutives après sa victoire, de 2003 à 2006,,,. Il est nommé en 2008 et 2009 pour le Teen Choice Award du meilleur acteur dans une série télévisée d'action/aventure et remporte le prix en 2009,,. Tom Welling a également été nommé pour les Teen Choice Awards 2006 avec Kristin Kreuk pour le plus beau couple à la télévision.